# Copa de la Liga
La Copa de la Liga (it. Coppa della Liga) è stato un trofeo calcistico spagnolo.

## Storia
Ideata nel 1982 dall'allora presidente del Barcellona, Josep Lluís Núñez, al fine di creare una nuova competizione che fruttasse denaro ai club tramite la vendita dei diritti televisivi, la manifestazione era organizzata dalla RFEF, non prevedeva la regola dei gol fuori casa e assegnava il trofeo in una finale con doppia sfida tra andata e ritorno. Il vincitore della Copa de la Liga otteneva un posto in Coppa UEFA per la stagione seguente.
A causa delle restrizioni di calendario e della pressione dei club, il torneo durò solo quattro anni e fu abolito nel 1986.
Un'analoga Copa de la Liga, riservata ai soli club di Segunda División, venne disputata negli stessi anni. Le squadre militanti in Segunda División B di entrambi i gruppi, e quelle della Tercera División, disputarono altre tre ulteriori coppe di lega di categoria, queste ultime però solo per le prime tre stagioni.

## Albo d'oro
| Stagione | Vincitore       | Risultato | Finalista       |
| -------- | --------------- | --------- | --------------- |
| 1983     | Barcellona      | 2-2, 2-1  | Real Madrid     |
| 1984     | Real Valladolid | 0-0, 3-0  | Atlético Madrid |
| 1985     | Real Madrid     | 2-3, 2-0  | Atlético Madrid |
| 1986     | Barcellona      | 0-1, 2-0  | Real Betis      |